# Supercoupe des champions intercontinentaux
La Supercoupe des champions intercontinentaux, aussi appelée Coupe des coupes des champions intercontinentaux, Coupe des coupes mondiale ou Supercoupe intercontinentale est une ancienne compétition internationale, officialisée par la CONMEBOL depuis septembre 2005, qui oppose les vainqueurs sud-américains et européens de la Coupe intercontinentale. Bien que cette compétition fût bien accueillie par le grand public, seules deux éditions eurent lieu, en 1968 et 1969.

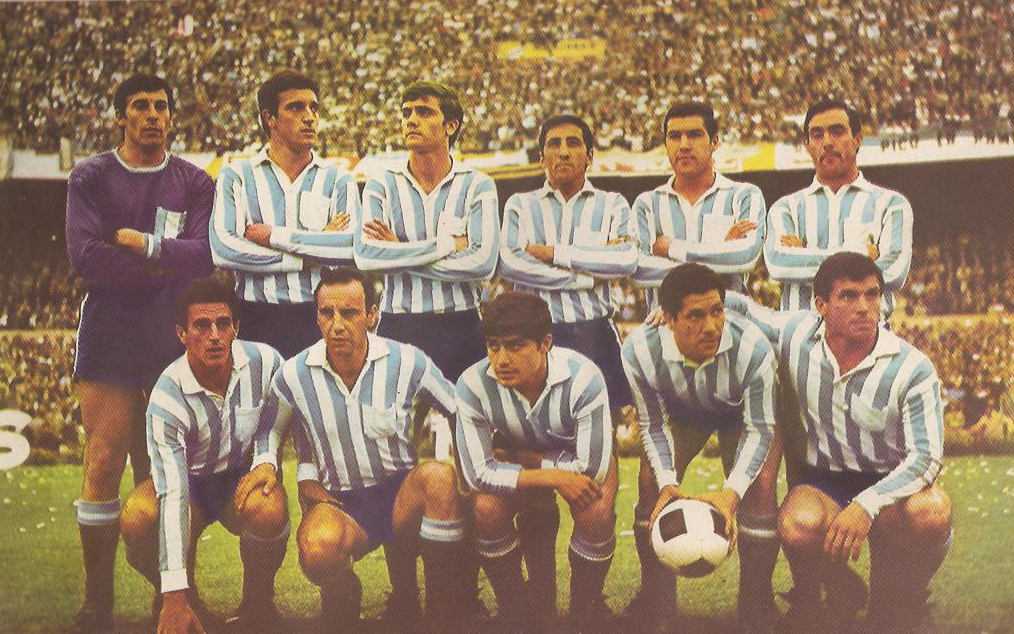
L'équipe du Racing de Avellaneda, vainqueur de la Coupe intercontinentale 1967.

Le format de la compétition consiste en une série de matchs aller-retour entre les champions intercontinentaux entre Sud-Américains ainsi qu'entre Européens, mais en Europe seuls deux clubs prennent part à la compétition: l'Inter Milan et le Real Madrid CF. Comme le Real n'est pas disposé à jouer la finale de la zone Europe, l'Inter se qualifie directement pour la finale de la Supercoupe. Lors de la deuxième édition, le tournoi n'est joué que par les équipes sud-américaines, les Européens jouant les éliminatoires de la Coupe du monde 1970.
En Amérique du Sud participent à la première édition de 1968 le CA Peñarol, le Racing Club et le Santos FC, vainqueurs de la Coupe intercontienentale depuis 1967 inclus, et en 1969 les mêmes équipes participent à la Supercoupe ainsi que le vainqueur de la Coupe intercontinentale de 1968 : l'Estudiantes de La Plata.
Cette compétition est tombée dans l'oubli jusqu'en 2005, lorsque la CONMEBOL décide de reconnaître les deux éditions de la Supercoupe et d'en tenir compte dans son classement des clubs.

## Historique
Cette coupe est l'idée de trois clubs sud-américains vainqueurs de la Coupe intercontinentale: le CA Peñarol, le Santos FC et le Racing Club. Le tournoi est présenté à Buenos Aires en novembre 1968 par les dirigeants des deux clubs de Río de la Plata, annonçant que  l'Estudiantes de La Plata, qui a remporté récemment la Coupe intercontinentale disputera la prochaine édition. La proposition est bien accueillie par la CONMEBOL, qui prend contact avec l'UEFA pour organiser la compétition.

## Édition 1968

### Zone sud-américaine
Le Santos FC se qualifie pour la finale de la Supercoupe.

### Zone européenne
L'Inter se qualifie directement pour la finale après l'abandon du Real Madrid CF.

### Finale
| 24 juin 1969 | Inter Milan | 0 – 1 | Santos FC             | Stadio Giuseppe Meazza, Milan                                 |                                                               |
|              |             |       | Toninho Guerreiro 57e | Spectateurs : 44 774 Arbitrage : José María Ortiz de Mendíbil | Spectateurs : 44 774 Arbitrage : José María Ortiz de Mendíbil |

| Internazionale | Santos |

| INTERNAZIONALE : |  |            |
|                  |  |            |
| G                |  | Bordon     |
| D                |  | Burgnich   |
| D                |  | Poli       |
| M                |  | Bedin      |
| M                |  | Guarnieri  |
| M                |  | Cella      |
| A                |  | Jair       |
| A                |  | Mazzola    |
| A                |  | Domenghini |
| A                |  | Corso      |
| A                |  | Vastola    |
| Remplaçants :    |  |            |
| -                |  |            |
| Entraîneur :     |  |            |
| Maino Neri       |  |            |

| SANTOS :      |  |                   |  |     |
|               |  |                   |  |     |
| G             |  | Claúdio           |  | 14e |
| D             |  | Carlos Alberto    |  |     |
| D             |  | Ramos Delgado     |  |     |
| D             |  | Djalma Dias       |  |     |
| D             |  | Rildo             |  |     |
| M             |  | Clodoaldo         |  |     |
| M             |  | Negreiros         |  |     |
| A             |  | Toninho Guerreiro |  |     |
| A             |  | Edu               |  |     |
| A             |  | Pelé              |  |     |
| A             |  | Abel              |  |     |
| Remplaçants : |  |                   |  |     |
| G             |  | Laércio           |  | 14e |
| Entraîneur :  |  |                   |  |     |
| Antoninho     |  |                   |  |     |

## Édition 1969

### Zone sud-américaine
Le CA Peñarol se qualifie pour la finale de la Supercoupe.
L'Estudiantes de La Plata et le Santos FC n'ont pas joué le dernier match qui les opposait et qui était programmé le 8 janvier, car ils n'avaient plus aucune chance de se qualifier pour la finale.
Pelé inscrit lors de ce tour le 1001e but de sa carrière.

### Zone européenne
La compétition est abandonnée en raison des éliminatoires de la Coupe du monde 1970. Le CA Peñarol est donc déclaré vainqueur de la Supercoupe intercontinentale.

## Troisième supercoupe
La CONMEBOL organise une troisième édition sur le même principe que les années précédentes.
La compétition a lieu à la fin de l'année 1970, mais elle est finalement reportée en février, puis en mars, ensuite en avril 1971, avant d'être finalement annulée.
Les participants auraient été l'Inter Milan, le Real Madrid CF, le Feyenoord Rotterdam, champion intercontinental 1970 et les quatre équipes sud-américaines ayant disputé l'édition précédente.

## Tournoi homonyme (XXIesiècle)
En 2006 les dirigeants de Boca Juniors dialoguent avec le Liverpool FC pour obtenir un accord sur une autre compétition internationale : la Supercoupe intercontinentale, qui opposerait le vainqueur de la Recopa Sudamericana 2004 et le vainqueur de la Supercoupe de l'UEFA 2005, que sont Boca et Liverpool. Cette compétition ne s'est pas réalisée pour diverses raisons : la cession de joueurs à l'Équipe d'Angleterre durant la compétition ou encore le manque d'organisation (il a été proposé de la jouer à Miami, à Los Angeles ou au Stade Santiago Bernabéu).

## Buteurs
Le meilleur buteur de l'histoire de la compétition est Pedro Rocha, du CA Peñarol qui a inscrit 9 buts en 2 éditions.
| Année | Buteur                  | Club        | Buts |
| ----- | ----------------------- | ----------- | ---- |
| 1968  | Pedro Rocha             | CA Peñarol  | 3    |
| 1968  | Wálter Machado da Silva | Racing Club | 3    |
| 1968  | Toninho Guerreiro       | Santos FC   | 3    |
| 1969  | Pedro Rocha             | CA Peñarol  | 6    |

## Palmarès
| Édition | Champion   | Vice-champion |
| ------- | ---------- | ------------- |
| 1968    | Santos FC  | Inter Milan   |
| 1969    | CA Peñarol | Racing Club   |